# 许明寺镇
许明寺镇是中国重庆市丰都县下辖的一个镇。

## 行政区划
许明寺镇辖1个社区、19个行政村。
- 社区：大菜园居委会
- 村：李家寺村、晒谷坝村、天宝寨村、河水坝村、高井村、桃子园村、平桥村、王家岩村、小城寨村、易家寺村、罗家湾村、拦马坎村、硝家冲村、灵通庙村、寨子岭村、古家山村、刘家哨村、石岗湾村、关门石村